# ريمون رووي
ريمون رووي (بالإنجليزية: Raymond Rowe)‏ هو مصارع رياضي أمريكي، ولد في 21 أغسطس 1984 في كليفلاند في الولايات المتحدة.

## وصلات خارجية
- ريمون رووي على موقع دبليو دبليو إي (الإنجليزية)
- ريمون رووي على موقع CageMatch worker (الإنجليزية)
- ريمون رووي على موقع قاعدة بيانات المصارعة على الإنترنت (الإنجليزية)
- ريمون رووي على موقع عالم المصارعة على الإنترنت (الإنجليزية)

- ريمون رووي على موقع IMDb (الإنجليزية)
- ريمون رووي على موقع قاعدة بيانات الفيلم (الإنجليزية)